# Lady Death
Lady Death ist die Hauptfigur des gleichnamigen Comics von Brian Pulido. Ihren ersten Auftritt hatte sie im Evil Ernie-Comic #1, Dezember 1991. Die Reihe erschien seit Juni 1993 nacheinander bei den US-amerikanischen Verlagen Chaos! Comics, CrossGen und Avatar Press. Im Jahr 2004 erschien auch ein Lady-Death-Animationsfilm. Ihre Gegenspielerin ist die Dämonin Purgatori.

## Geschichte der originalen Figur
Lady Death wurde im Schweden des Mittelalters als Tochter eines Adligen namens Matthias geboren. Damals trug sie noch den Namen Hope. Ihre Mutter war eine reine, unschuldige Frau, aber ihr Vater ein rücksichtsloser Tyrann, und obwohl er sich in den Kreuzzügen der Kirche gegen die Heiden auszeichnete, beschäftigte er sich insgeheim mit Schwarzer Magie und Dämonologie, tatsächlich stammte er von Dämonen ab.
Als die Grausamkeit ihres Vaters zu einer Bauernrebellion führte, fiel Hope den Aufständischen in die Hände, ihr Vater hingegen konnte knapp entkommen. Sie wurde der Hexerei beschuldigt und zum Tod durch Verbrennen auf dem Scheiterhaufen verurteilt. In ihrer Not sprach sie eine Beschwörung aus, die sie ihren Vater hatte benutzen hören, worauf ein Dämon erschien, der ihr einen Handel anbot: Er würde sie vor dem Tod bewahren, wenn sie den Mächten der Hölle dienen würde. Sie akzeptierte und fuhr zur Hölle.
Dort geriet sie in den Bürgerkrieg zwischen Luzifer und abtrünnigen Teufeln, die von einem mächtigen Zauberer angeführt wurden – der sich als ihr Vater entpuppte. Mit der Zeit griff das Böse ihrer Umgebung auf sie über, und aus Hope wurde Lady Death. Später führte Lady Death einen Aufstand gegen Luzifer an, besiegte ihn und wurde neue Herrscherin der Hölle, was viele der Höllenbewohner als den Beginn der Apokalypse ansahen.

### Medieval Lady Death
Bei CrossGen Comics wurde aufgrund der Rechtssituation der neue Charakter Medieval Lady Death, mit einem ähnlichen Aussehen, aber einer anderen Vorgeschichte entwickelt. Diese Reihe ist unter „mittelalterliche Fantasy“ einzuordnen. Auch die Lady Death bei dem späteren Verlag Avatar Press hat mit dem Original nur wenig zu tun.

## Liste der Lady Death Comics in Deutschland

### Chaos!Comics/mg publishing
- Die Auferstehung 1-3
- Zwischen Himmel & Hölle 1/2 bis 4 (1/2 auch als limitierte Gold-Edition; Nr. 4 mit Variantcover "Lady Demon")
- Die Odyssee Trade paperback und limitierte Hardcoverauflage
- Prestige 1 - 13 (enthält die Storyline The crucible (die Feuertaufe) und die monatlichen Hefte bis Armageddon im Verhältnis 1 Prestigeheft = 2 US Hefte);Prestige 10 (Dez 98) hat ein Alternativcover;
- Gottlose Wege Trade paperback und limitierte Hardcoverauflage
- vs. Vampirella 1,2 und 3
- Untold Tales of. Lady Death
- Dark Millennium 1 - 3 (Dunkles Millennium)
- Lady Demon 1 - 3
- Lady Death/Lady Demon limitiertes Hardcover (enthält Dark Millennium und Lady Demon 1-3)
- Die Drangsal 1 - 4 & limitiertes Hardcover
- Fluss der Angst 1
- Alive (lebt)1 - 4 & limitiertes Hardcover
- Die letzte Ölung 1 - 4 & limitiertes Hardcover
- Der Fehdehandschuh 1 - 2
- Die Rückkehr der Göttin 1 - 2
- Chaos! Crossover 1 und 4-9
- Chaos! Crossover Collection Hardcover 1-2 (beinhaltet die Crossover mit Vampirella, Witchblade und diversen Chaos!Charakteren)
- Chaos! Oneshot 11 + 13/14; Oneshot 13/14 auch als Premium Edition Lim. 500 mit Alternativcover erhältlich
- Mischief nights Trade paperback
- Comic Assortment Pack mit Actionfigur

### Infinity
- Top Cow Sonderheft #12
- Witchblade the Lady Death Collection #TPB

### mg/publishing Vampirella
- Vampirella Magazin #4 - #5
- Vampirella Magazin #TPB
- Vampirella Crossover #1 + #3
- Vampirella Crossover #TPB
- Vampirella Bloodthirst Hardcover

Bei diesen Ausgaben sind zusätzlich die US-Crossover Hefte Lady Death vs. Vampirella: The Revenge & Lady Death vs. Vampirella: The end enthalten.

### Crossgen
- Medieval Lady Death: Die Legende #1 - #12